# Eugène Arrazat
Eugène Arrazat est un homme politique français né le 3 octobre 1826 à Lodève (Hérault) et décédé le 24 septembre 1883 à Ganges (Hérault).

## Biographie
Avocat à Lodève, il est conseiller général du canton de Lodève et député de l'Hérault de 1871 à 1876 et de 1878 à 1883, siégeant à gauche.

### Sources
- « Eugène Arrazat », dans Adolphe Robert et Gaston Cougny, Dictionnaire des parlementaires français, Edgar Bourloton, 1889-1891 [détail de l’édition]